# Ida Krottendorf
Ida Krottendorf, née le 5 avril 1927 et morte le 23 juin 1998, est une actrice de cinéma et de télévision autrichienne.

## Biographie
Ida Krottendorf connaît sa percée artistique sur la scène théâtrale au milieu des années 1950 au Schauspielhaus de Düsseldorf, dans la première européenne de La Chatte sur un toit brûlant de Tennessee Williams, où elle joue le rôle de Maggie.
Elle est membre du Burgtheater de Vienne de 1968 à 1976.
C'est à partir de 1950 que Krottendorf commence à jouer des rôles dans des films et des séries.
Krottendorf se marie en 1955 avec son compatriote Ernst Stankovski. Entre 1960 et 1991, elle est l'épouse de l'acteur allemand Klausjürgen Wussow. De cette union, naissent Barbara et Alexander,,.
Ida Krottendorf décède en 1998 des suites d’un cancer et est inhumée au cimetière de Grinzing à Vienne.

## Filmographie

### Cinéma
- 1950 : Stadtpark : Franziska Berger[9]
- 1951 : Das Tor zum Frieden : Luise Dressler[10]
- 1953 : Auf der grünen Wiese : Hanni Borstl[11]
- 1954 : Hochzeitsglocken : Annelie Brox[12]
- 1955 : Das Lied von Kaprun : Maria[13]
- 1955 : Mamitschka : Bozena[14]
- 1957 : Liebe, Jazz und Übermut : Zenzi, la serveuse[15]
- 1963 : Die Grotte : Adèle[16]
- 1964 : Die Verbrecher : Karla Kudelka[17]
- 1966 : 4 Schlüssel : Margarete Wohlers[18]
- 1969 : Asche des Sieges : Maria Barea[19]
- 1975 : Die gelbe Nachtigall : Franziska, secrétaire de Korz[20]
- 1978 : Das Love-Hotel in Tirol : Wally Katzenböck[21]
- 1981 : Der Bockerer de Franz Antel : Sabine (Binerl) Bockerer[22]
- 1992 : Die Zwillingsschwestern aus Tirol : Anni[23]
- 1993 : Almenrausch und Pulverschnee : Anni Gmeiner[24]
- 1996 : Der Bockerer II – Österreich ist frei de Franz Antel : Sabine (Binerl) Bockerer[25]

### Télévision
- 1970 : Der Kommissar (épisode Parkplatz-Hyänen) : Erika Kusat[26]
- 1971 : Tatort (épisode Mordverdacht) : Nebel Theres[27]
- 1972 : Rabe, Pilz und dreizehn Stühle : Anna Pilz[28]
- 1973 : Der Kommissar (épisode Der Tod von Karin W.) : Anna Winter[29]
- 1977 : Derrick (épisode La mort de l'usurier) : Mme Minsch[30]
- 1978 : Tatort (épisode Mord im Krankenhaus) : Mme Molitor[31]
- 1979 : Le Renard (épisode Der Abgrund) : Mme Kausch[32]
- 1980 : Le Renard (épisode Der Freund) : Erika Smolka[33]
- 1980 : Derrick (épisode La seconde mortelle) : Mme Rudolf[34]
- 1981 : Polizeiinspektion 1 (épisode Rosenmontag) : la femme de Nervige[35]
- 1982 : Derrick (épisode L'imprudence) : Mme Klinger[36]
- 1983 : Derrick (épisode Attentat contre Derrick) : Trudi Hässler[37]
- 1983 : Tatort (épisode Mord in der U-Bahn) : Mme Masopust[38]
- 1985 : Derrick (épisode Une famille unie) : Thea Bohl[39]
- 1985 : Polizeiinspektion 1 (épisode Verwegene Moral) : Rosalinde Meyer[40]
- 1986 : Polizeiinspektion 1 (épisode Moralische Verpflichtung) : Agathe Iberl[41]
- 1986 : Derrick (épisode Froideur) : Mme Hasselbach[42]
- 1987 : Le Renard (épisode Tod am Sonntag) : Gerda Brand[43]
- 1987 : Le Renard (épisode Die Abrechnung) : la surveillante[44]
- 1989 : Le Renard (épisode Klassentreffen) : Emma[45]
- 1994 : Rex, chien flic (Saison 1, L'assassin des vieilles dames) : Elfriede Kopetzky